# Spruit (gras)

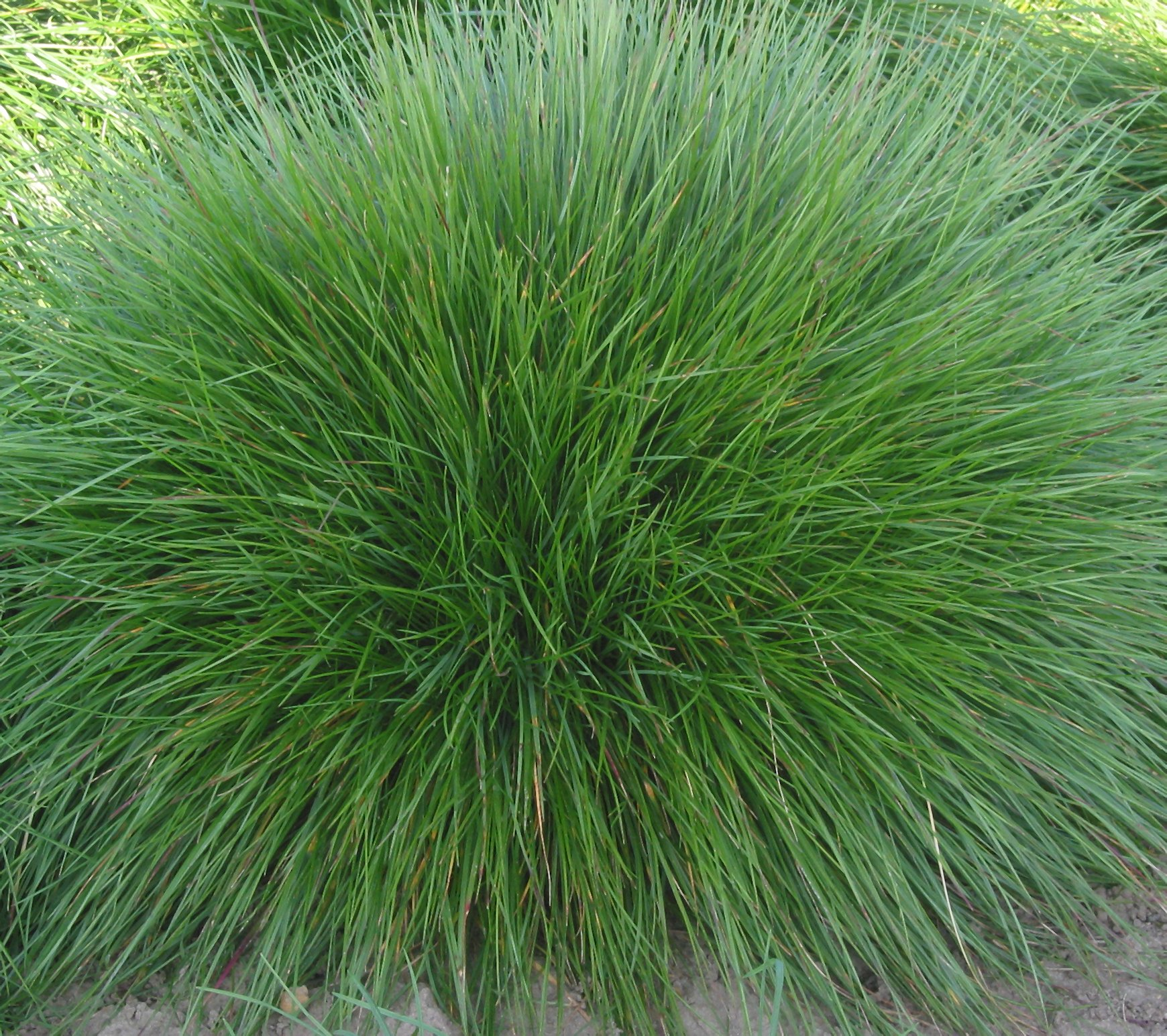
Vegetatieve spruiten van roodzwenkgras, die één plant vormen

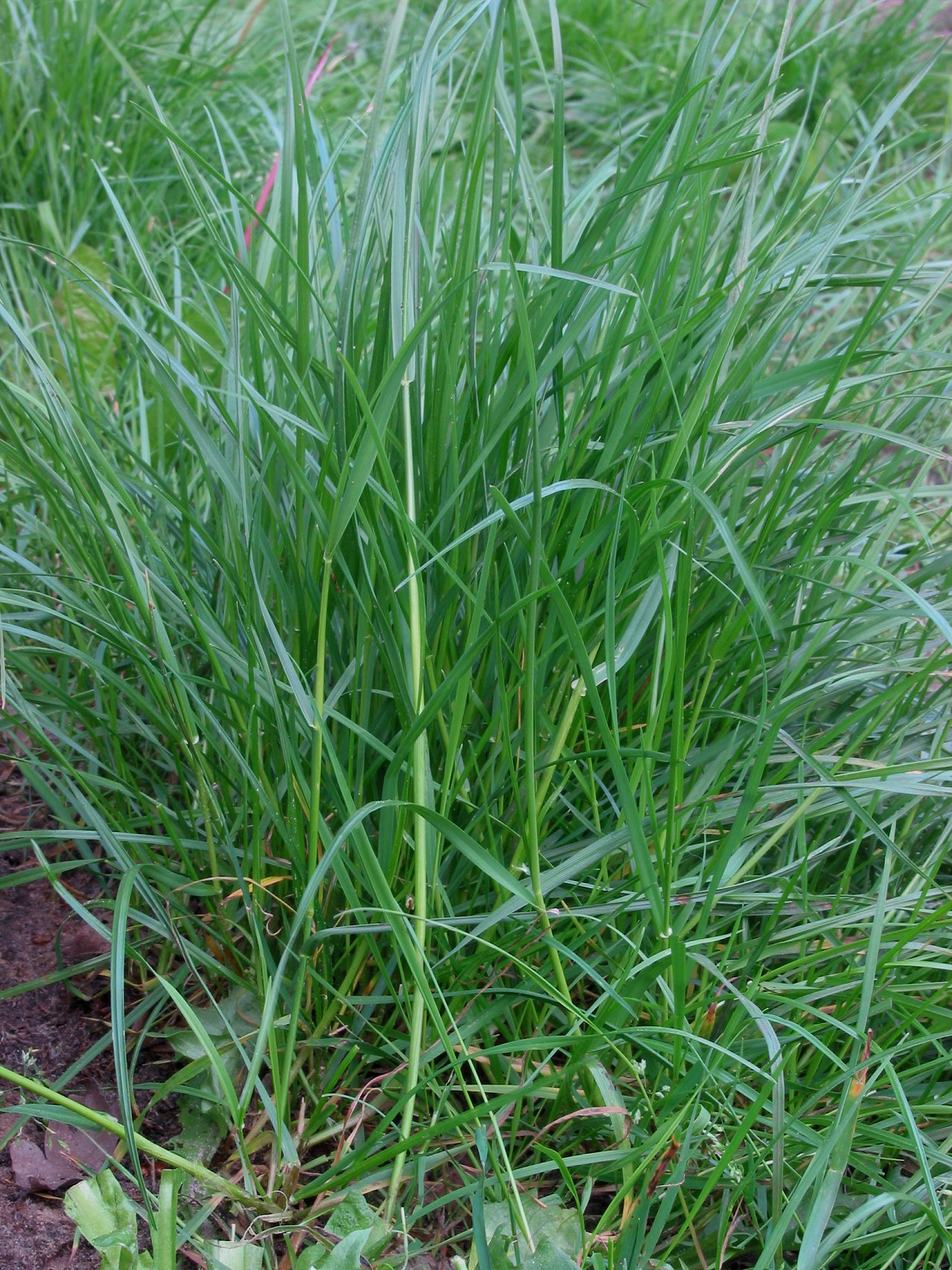
Generatieve spruiten van Engels raaigras

Een spruit of een scheut is een zijscheut van een grasplant. Het vormen van nieuwe spruiten wordt uitstoelen genoemd. Hierdoor kan de plant zich vegetatief vermeerderen en na schade overleven.
Grasplanten kunnen zeer veel spruiten vormen. Wanneer het gras afgevreten of afgemaaid wordt, maakt de plant weer nieuwe spruiten. Hierdoor wordt bijvoorbeeld in een gazon of een weiland een dichte zode gevormd.
Een spruit kan vegetatief of generatief zijn. Bij overblijvende grassoorten, zoals Engels raaigras, gaat een spruit pas over in de generatieve fase als deze voldoende kou heeft gehad. De plant stopt dan tijdelijk met het maken van nieuwe spruiten en gaat over in de bloei. Bij eenjarige grassoorten, zoals straatgras, gaan de spruiten al snel over in de generatieve fase.
Bij sommige grassoorten, zoals kruipend struisgras, bestaat een spruit uit een lange bovengrondse uitloper.
Het jongste blad van een spruit is afhankelijk van de grassoort in de lengte ingerold of langs de middennerf samengevouwen.

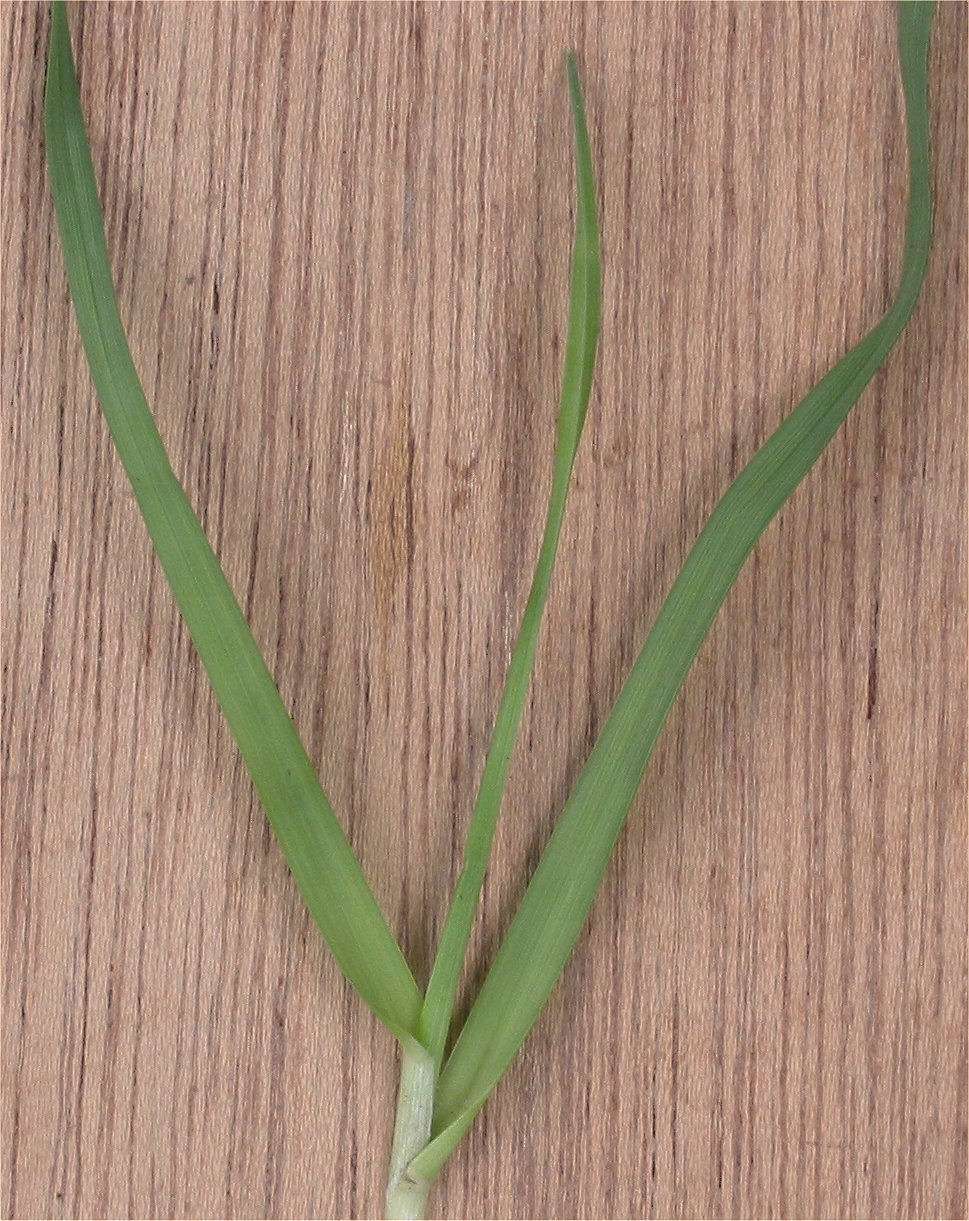
Gevouwen jongste blad bij kamgras

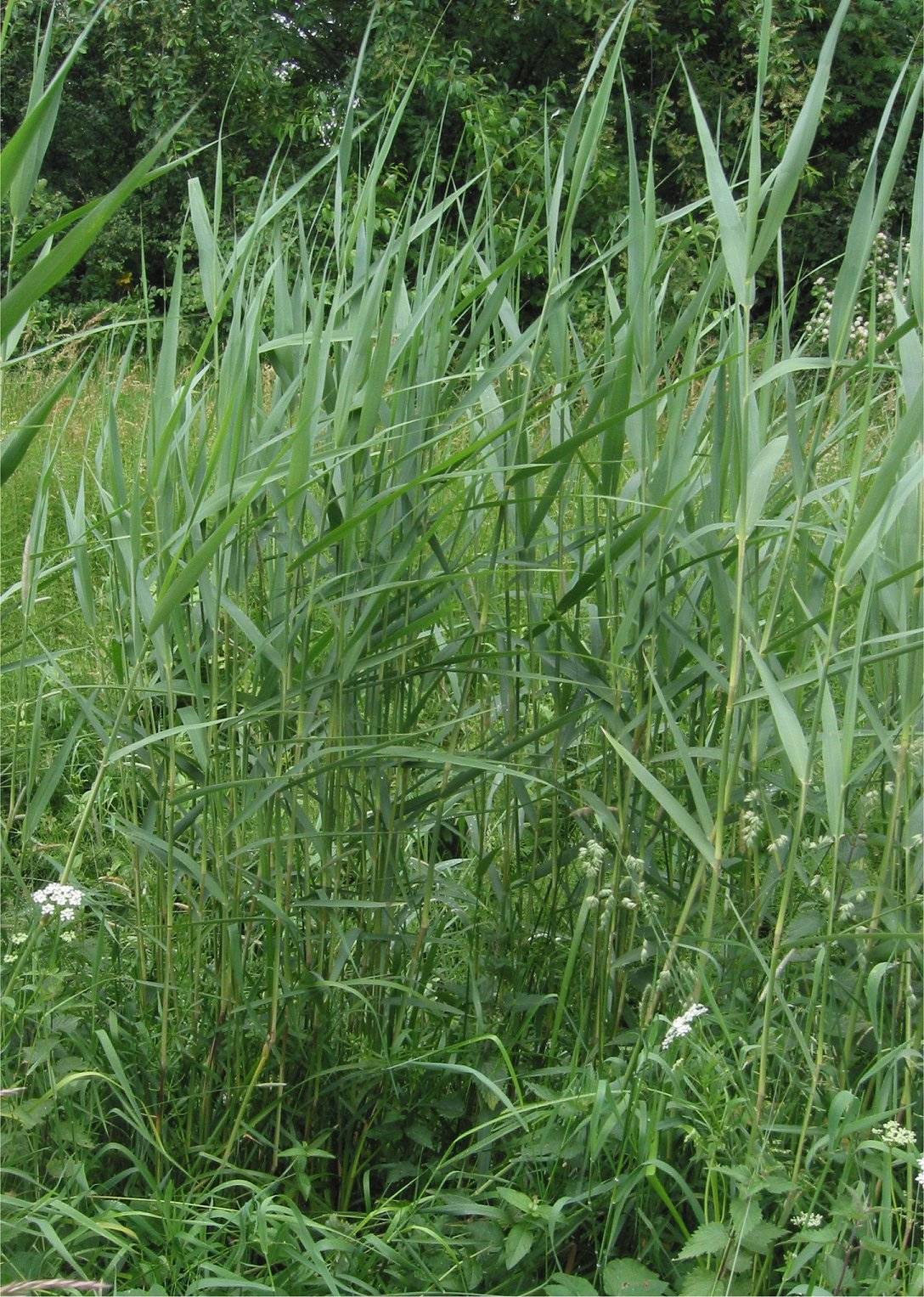
Ingerold jongste blad bij riet